# Batalla de Charleroi (1940)
|  | Aquest article tracta sobre una batalla de la Segona Guerra Mundial. Si cerqueu una batalla de la Primera Guerra Mundial, vegeu «Batalla de Charleroi (1914)». |

La batalla de Charleroi va tenir lloc els dies 16 i 17 de maig de 1940 a la ciutat belga de Charleroi i als voltants, com a part del Pla Groc alemany (en alemany, Fall Gelb) que pretenia atraure els cossos d'exèrcit britànic i francès cap al nord mentre la Wehrmacht travessava les Ardenes i arribava al Canal de la Mànega per poder encerclar els exèrcits aliats.

## Context històrica
El 10 de maig de 1940, el Tercer Reich va llançar una gran ofensiva sobre els Països Baixos, Luxemburg, Bèlgica i França en el que s'anomenaria batalla de França.
Els alemanys apliquen el Pla Groc: el seu Grup d'Exèrcits B (Heeresgruppe B) va atacar els Països Baixos i va avançar per la plana belga, atraient així l'ala de marxa dels franco-britànics que segueixen el pla Dyle-Bréda previst en cas d'una ofensiva alemanya com aquesta als països neutrals. Paral·lelament, el Grup d'Exèrcits A alemany (Heeresgruppe A), amb les seves primeres formacions de tancs d'escala (el Gruppe Hoth i la Panzergruppe von Kleist), van llançar l'atac principal al centre de la línia del front, a través de les Ardenes, arribant al Mosa al vespre del dia 12, i el van creur amb vigor l'endemà. Els exèrcits aliats van quedar envoltats al nord de França i Bèlgica.
Charleroi, que ja havia estat escenari d'una batalla l'any 1914 durant la Primera Guerra Mundial, va tornar a ser cobejada pels francesos i els alemanys per la possessió dels ponts sobre el riu Sambre. La Wehrmacht va arribar a les portes de la ciutat el 16 de maig de 1940.

## Preludi
El 16 de maig, a les 6 del matí, la rereguarda francesa va iniciar un moviment de retirada després de destruir el pont sobre el Sambre a l'oest de Charleroi. Aquesta retirada es porta a terme amb dificultat degut que els alemanys s'havien infiltrat a l'esquerra del dispositiu del 14è Regiment de Zuaus (14è RZ). El regiment va perdre un oficial i una cinquantena d'homes. El moviment s'efectua amb normalitat.
El 14è Regiment de Zuaus es va desplegar a Châtelineau mentre el 24è Regiment de Tiradors Tunisians del comandant Guillebaud va prendre posició a Gilly-Corbeau després de patir algunes pèrdues a causa del foc d'artilleria i els atacs aeris enemics.
El 22è Regiment d'Artilleria Colonial es va desplegar al districte sud de Charleroi. El lloc de comandament de la 5a Divisió d'Infanteria Nord-africana (5a DINA) s'estableix a Pironchamps. El coronel Mesny va prendre el comandament provisional després de l'evacuació del general Augustin Agliany del front per motius mèdics.
La principal línia de defensa descansa a la riba oest del canal de Charleroi, dividida en un sector nord i un sector sud (de Roux a Sambre).
El coronel Mesny decideix reservar la defensa del Pont de Roux al 14è Regiment de Zuaus mentre que la resta d'elements de la 5a DINA han d'establir un cap de pont a Charleroi per tal de cobrir la instal·lació del V Cos d'Exèrcit al canal de Charleroi.

## Progrés de la batalla
El 16 de maig, a part d'alguns bombardejos i petits enfrontaments amb les patrulles de reconeixement alemanyes, es van informar pocs combats.
El 17 de maig, el 14è Regiment de Zuaus, que no va poder utilitzar el pont de Roux abans de l'alba a causa de la retirada de la 12a Divisió d'Infanteria (DIM), va ser atacat pel seu flanc dret pels alemanys. S'informa de moviments enemics (inclosos motociclistes i vehicles blindats) a Temploux-Gosselies, fent contacte amb el cap de pont aliat a Charleroi.
Al matí, elements de reconeixement motoritzats alemanys van ser aturats al Vieux Campinaire, deixant diversos ferits i presoners. El 14è Regiment de Zuaus també va deixar fora de joc dos cotxes blindats alemanys al pont de Motte.
La resistència liderada pels francesos va reduir la pressió enemiga sobre Charleroi. Però al voltant de Gosselies es van informar de forts combats. Les tropes franceses, recolzades per la cobertura de foc del 22è Regiment d'Artilleria i del 222è Regiment d'Artilleria Colonial (RAC), es van retirar després d'haver destruït tots els ponts sobre el Sambre.

## Conseqüències
El 17 de maig hi va haver una retirada general darrere del canal Brussel·les-Charleroi. Els alemanys van avançar precipitadament cap a la capital, Brussel·les, que va ser ocupada durant el dia. L'endemà, 18 de maig, Anvers va caure en mans de l'enemic. Aquest va ser l'inici de la batalla de l'Escalda que va durar del 20 al 27 de maig.
Amb la pèrdua de la batalla de la Lys, el rei belga Leopold III va decidir rendir-se el 28 de maig de 1940.
Ocupada durant quatre anys, Charleroi va ser alliberada pels aliats el 1944.